# Öcs, Veszprém
Öcs  este un sat în districtul Ajka, județul Veszprém, Ungaria, având o populație de 200 de locuitori (2011). 

## Demografie
Componența etnică a satului Öcs
     Maghiari (93,26%)
     Romi (3,63%)
     Români (3,11%)
Componența confesională a satului Öcs
     Romano-catolici (57%)
     Reformați (16,5%)
     Luterani (9,5%)
     Fără religie (1,5%)
     Necunoscută (15,5%)
Conform recensământului din 2011, satul Öcs avea 200 de locuitori. Din punct de vedere etnic, majoritatea locuitorilor (93,26%) erau maghiari, existând și minorități de romi (3,63%) și români (3,11%).  Din punct de vedere confesional, majoritatea locuitorilor (57,0%) erau romano-catolici, existând și minorități de reformați (16,5%), luterani (9,5%) și persoane fără religie (1,5%). Pentru 15,5% din locuitori nu este cunoscută apartenența confesională.